# Glicolato de metila
Glicolato de metila (MG, methyl glycolate) ou 2-hidroxiacetado de metila,  é o composto orgânico, éster do ácido glicólico do álcool metanol, de fórmula C3H6O3, fórmula linear HOCH2CO2CH3, SMILES COC(=O)CO e massa molecular 90,08. Apresenta ponto de fusão 149-151 °C, ponto de ebulição 149-151 °C, densidade 1,167 g/mL a 25 °C e ponto de fulgor 67,2 °C (153 °F). É classificado com o número CAS 96-35-5, número de registro Beilstein 1699571, número EC 202-502-7, número MDL MFCD00004667, PubChem Substance ID 24859497, CBNumber CB1720905, MOL File 96-35-5.mol e ChemSpider ID 60140. Irrita os pulmões, os olhos e a pele.
Por meio da carbonilação de formaldeído, chegando-se ao glicolato de metila, sob ação de resinas de troca iônica catiônicas quando usando-se ácido acético como solvente, produz o ácido 2-hidroxi-3-oxobutanoico.
Pode existir em três fases sólidas. Uma fase cristalina pode ser formada do líquido sob lento resfriamento, ou uma fase vítrea resultante de rápida deposição de vapor em um substrato frio (13 K) e posterior abrandamento á temperatura ambiente, ou ainda uma fase cristalina obtida a partir de uma mistura da outra fase cristalina resfriada e da fase vítrea aquecidas a 175 K, formando uma fase líquida que dá origem a um novo arranjo cristalino a 198 - 207 K.